# یواس‌اس کیت (دی‌ئی-۲۴۱)
یواس‌اس کیت (دی‌ئی-۲۴۱) (به انگلیسی: USS Keith (DE-241)) یک کشتی بود که طول آن ۳۰۶ فوت (۹۳ متر) بود. این کشتی در سال ۱۹۴۲ ساخته شد.